# Klæbu
Klæbu es un municipio y una localidad de la provincia de Trøndelag, Noruega. El municipio cuenta con 5 801 habitantes en 2010, la mayoría residentes en la capital del mismo nombre.
La localidad de Klæbu se localiza a 19 km del centro de Trondheim, y de hecho todo el municipio se considera parte del área metropolitana de esa ciudad. En Trondheim trabaja o estudia una proporción significativa de la población del municipio. Entre las actividades económicas propias destaca la agricultura.
Otras localidades son Tanem, Brøttemsåsen, y Mo.

## Etimología
El nombre de Klæbu es una forma moderna del nórdico antiguo Kleppabú, una palabra compuesta de kleppr, colina, y bú, poblado, por lo que significa "poblado en la colina". 

## Geografía
Klæbu cuenta con vastas áreas boscosas, entre las que se cuentan Nordmarka y Brungmarka, por nombrar dos. La parte occidental del lago Selbu, el mayor de Sør-Trøndelag, se localiza en el municipio de Klæbu. El río Nidelva corre a lo largo de Klæbu. Con motivo de la construcción de una presa, el lago Bjørsjøen y la parte superior del Nidelva quedaron embebidos dentro del lago Selbu. El embalse creado desagua en la cascada conocida como Hyttfossen, donde se hallan dos plantas hidroeléctricas, y ese punto actualmente se considera el inicio del Nidelva. El punto más profundo del Nidelva (56 m) es la cascada de Trongfossen, que solía dividir el lago Selbu del río, pero que debido al embalse actual ya no es evidente.

## Sitios de interés
- Lago Selbusjø, el mayor lago de la provincia.
- Brungmarka. Área de montañas y bosques.
- Tanemsborgen. Un castro de ca. 500 a. C.
- Estación de esquí de Vassfjellet.
- Museo de Klæbu.